# Anna Xkhian
Anna Semiónovna Xkhian (rus: Анна Семёновна Шхиян 9 de juliol 1905 - 15 de maig 1990) va ser una botànica soviètica i russa que treballà a l'Institut Botànic de Tbilissi. És coneguda i recordada per estudis de la flora del Caucas. La seva abreviatura en botànica és Schchian, que prové de la transliteració alemanya del seu cognom.

## Biografia
Anna Semiónovna Xkhian va néixer el 9 de juliol de 1905 a Tbilisi a la família d'un professor. La fascinació amb la història natural la va conduir al departament d'agricultura de l'Institut Politècnic Estatal de Tbilissi, després reorganitzat a la Universitat Estatal de Tbilisi. En 1929 es va traslladar a Armènia, on va participar en la reforestació de tot el complex d'Arzni. En 1933 va començar a treballar a la secció biològica de la branca de Transcaucàsia de l'Acadèmia de Ciències de l'URSS a Tbilissi, que més tard, en 1934, passà a formar part del recentment format Institut de Botànica. Aquí va fer la seva formació com a científica-botànica, incloent florística i expedicions geobotàniques a través del Caucas, i treballant en les descripcions sistemàtiques dels gèneres complexos i les famílies, a més de defensar una tesi.
Una gran part del seu treball se centrà en activitats d'interès econòmic general per a la població de Transcaucàsia; això incloïa l'estudi del procés de certificació de les pastures d'hivern en diversos districtes de l'RSS de l'Azerbaidjan, la realització d'una investigació geobotànica dels boscos de Kvemo Kartli, la cartografia i el llistat de les plantes de la regió, i la realització d'investigacions en arbres fruiters silvestres dels boscos de l'est de Geòrgia. Els resultats d'aquest treball apareixen en la seva col·lecció "Plantes útils".
De particular importància en la carrera científica de Xkhian fou el seu treball en sistemàtica. La seva tesi doctoral, que va defensar el 1944, es va dedicar a la sistemàtica i la geografia de les poblacions caucàsiques del gènere Muscari, una obra que segueix sent científicament actual. Les dades d'aquesta investigació va ser incloses en diverses obres, especialment els vuit volums de "Flora de Geòrgia" (1941-1952), que Xkhian va ajudar a editar. La seva tesi doctoral, que consistia en una investigació sistemàtica de la família Dipsacaeae al Caucas, va ser defensada el 1974, i també es reflecteix en totes les edicions dedicades a la flora de la regió del Caucas.
Anna Xkhian va donar conferències en armeni sobre sistemàtica i botànica en general a la branca armènia del departament de geografia natural de l'Institut Pedagògic Puixkin a Tbilissi.
Des de 1975 va viure a Erevan i va treballar en el Departament de Sistemàtica i Geografia de l'Institut de Botànica de l'Acadèmia de Ciències de la República Socialista Soviètica d'Armènia fins a la tardor de 1989; també va participar en la publicació de la "flora d'Armènia" per tractament de diversos gèneres complexos. Cap al final de la seva vida va ajudar a planificar els preparatius per a una "Flora de la regió del Caucas". El nombre dels seus treballs científics és aproximadament de 50.

## Honors

### Epònims
- Allium schchianae Ogan

## Algunes publicacions
- anna s. Schchian, a.a. Nersesyan. 2001. Род 5. Muscari Mill. Род 6. Bellevalia Lapeyr. (Gènere Muscari Mill. Gro. Bellevalia Lapeyr.) Флора Армении 10. Monocotiledònies / Под ред. А.Л. Тахтаджяна — Ruggell: A.R.G. Gantner Verlag KG. Тom 10. pp. 262—279. — 613 pp. ISBN 3-904144-16-2

- -------------------------. 1986. Род Helichrysum Mill. (Asteraceae) в Армении (El gènere Helichrysum a Armenia). Revista Notícies de sistemàtica de plantes superiors 23 (10): 198—205. ISSN 0568-5443

- -------------------------. 1974. Schchian, A. S.. Family Dipsacaceae A.L.Jussieu in Caucasus.  Tbilisi: Metzniereba, p. 27.

- -------------------------. 1956. Род Scabiosa L. на Кавказе (Gènere Scabiosa L. del Caucas). Operacions de l'Institut Botànic de Tbilissi: Log. Tom 18. Nº 10, pp. 3-68